# Tipula anastomosa
Tipula anastomosa är en tvåvingeart som beskrevs av Edwards 1928. Tipula anastomosa ingår i släktet Tipula och familjen storharkrankar. Inga underarter finns listade i Catalogue of Life.